# Sudans herrlandslag i fotboll
Sudans herrlandslag i fotboll representerar Sudan i fotboll för herrar, och spelade sin första landskamp den 16 november 1956 då man förlorade mot Etiopien med 1-2 på bortaplan. Laget kallas Sokoor Al-Jediane (Ökenhökarna) och kontrolleras av Sudans fotbollsförbund. Laget var även ett av de tre lagen (Egypten, Etiopien) som deltog i det första afrikanska mästerskapet 1957, laget vann även tävlingen 1970 då Sudan var värdland.

## African Nations Cup
Sudan var en av de första länderna i african nations cup. I semifinalen(fyra lag deltog) förlorade man med 1-2 mot Egypten, och fick brons eftersom Sydafrika diskats. 1959 var man tillbaks. Denna gång vann man med 1-0 mot Eritrea men förlorade med 1-2 mot Egypten. I denna turnering spelade de tre länderna i ett gruppspel. 1963 var man tillbaka. I gruppspelet slog man Nigeria och spelade oavgjort mot Egypten. I finalen förlorade man mot Ghana med 0-3. 1970 vann man sitt hittills enda mästerskap. I gruppen slog man Eritrea med 3-0, Kamerun med 2-1 och förlorade med 0-1 mot Elfenbenskusten. I semifinalen slog man ut Egypten med 2-1. I finalen vann man med 1-0 mot Ghana. 1972 åkte Sudan ut i gruppen efter 1-1 mot Marocko och Zaire samt 2-4 mot Kongo. 1976 tog Sudan två poäng men kom bara trea i gruppen. Efter 1970-talet dröjde det tills 2008 då man var med. 2008 förlorade man med 0-3 mot både Egypten, Kamerun och Zambia och kom sist. 2021 åkte Sudan ut i gruppen efter 0-0 mot Guinea-Bissau, 1-3 mot Nigeria och 0-1 mot Egypten. Med det resultatet var man trea i gruppen.

## Spelartruppen
Följande spelare var utsedda till afrikanska mästerskapet 2021, uppdateringen är efter den sista matchen mot Egypten 19 januari 2022.
| Nr | Pos. | Namn                 | Födelsedatum (ålder) | Matcher | Mål |         | Klubb                    |  |
| -- | ---- | -------------------- | -------------------- | ------- | --- | ------- | ------------------------ |  |
| 1  | MV   | Ali Abu Eshrein      | 6 december 1989      | 24      | 0   | Sudan   | Al-Hilal Club            |  |
| 16 | MV   | Ishag Adam           | 1 januari 1999       | 1       | 0   | Sudan   | Al-Hilal Club            |  |
| 23 | MV   | Mohamed Mustafa      | 19 februari 1996     | 4       | 0   | Sudan   | Al-Merrikh SC            |  |
|    |      |                      |                      |         |     |         |                          |  |
| 2  | F    | Muhamed Kesra        | 25 oktober 1996      | 2       | 0   | Sudan   | Hay Al-Arab SC           |  |
| 3  | F    | Elsadig Hassan       | 4 september 1996     | 2       | 0   | Sudan   | Al-Shurta SC             |  |
| 4  | F    | Amjad Ismail         | 1 januari 1993       | 1       | 0   | Sudan   | Al-Ahly Shendi           |  |
| 5  | F    | Salah Nemer (kapten) | 5 februari 1992      | 12      | 0   | Sudan   | Al-Merrikh SC            |  |
| 6  | F    | Mustafa Karshoum     | 6 december 1992      | 6       | 0   | Sudan   | Al-Merrikh SC            |  |
| 7  | F    | Mohamed Amin         | 6 november 1999      | 1       | 0   | Sverige | Motala AIF FK            |  |
| 12 | F    | Mustafa Elfadni      | 24 oktober 1990      | 4       | 0   | Sudan   | Al-Ahly Shendi           |  |
| 17 | F    | Mazin Mohamedein     | 2 maj 2000           | 4       | 0   | Sudan   | Tuti SC                  |  |
| 28 | F    | Moaiad Abdeen        | 21 maj 1996          | 3       | 0   | Sudan   | Alamal SC Atbara         |  |
|    |      |                      |                      |         |     |         |                          |  |
| 9  | MF   | Abdel Raouf          | 18 juli 1993         | 4       | 0   | Sudan   | Al-Hilal Club            |  |
| 11 | MF   | Gumaa Abas           | 3 november 1994      | 4       | 0   | Sudan   | Al-Hilal Club            |  |
| 14 | MF   | Mohamed Al Rashed    | 1 januari 1994       | 16      | 1   | Sudan   | Al-Merrikh SC            |  |
| 18 | MF   | Sharif Omer          | 9 juni 1992          | 2       | 0   | Sudan   | Al-Hilal ESC             |  |
| 19 | MF   | Dhiya Mahjoub        | 30 maj 1995          | 19      | 0   | Sudan   | Al-Merrikh SC            |  |
| 20 | MF   | Suliman Zakaria      | 1 januari 1995       | 0       | 0   | Sudan   | Hay Al-Arab SC           |  |
| 21 | MF   | Walieldin Khedr      | 15 september 1995    | 21      | 1   | Sudan   | Al-Hilal Club            |  |
| 24 | MF   | Captain Bashir       | 1 juni 1994          | 1       | 0   | Sudan   | Alamal SC Atbara         |  |
| 26 | MF   | Alsheikh Muhamed     | 14 juni 1997         | 0       | 0   | Sudan   | Khartoum NC              |  |
|    |      |                      |                      |         |     |         |                          |  |
| 8  | A    | Mohamed Hossein      | 18 september 1998    | 2       | 0   | Sudan   | Al-Merrikh SC            |  |
| 10 | A    | Mohamed Abdelrahman  | 10 juli 1993         | 22      | 7   | Sudan   | Al-Hilal Club            |  |
| 15 | A    | Yasin Hamed          | 12 september 1999    | 9       | 0   | Ungern  | Nyíregyháza Spartacus FC |  |
| 22 | A    | Al-Jezoli Nouh       | 24 oktober 2002      | 10      | 0   | Sudan   | Al-Merrikh SC            |  |
| 25 | A    | Musab Ahmed          | 10 december 1993     | 2       | 0   | Sudan   | El Hilal SC El Obeid     |  |